# Lycopodiales
« Lycopodes » redirige ici. Pour le sens plus large pouvant désigner l'ensemble des lycophytes, voir Lycopodiophyta.
Ordre
Les Lycopodiales (Lycopodiales), couramment appelées lycopodes, sont un ordre de plantes vasculaires appartenant à la classe des Lycophytes.

## Systématique

### Présentation et organisation
Après une importante révision phylogénique en 2016 par le Pteridophyte Phylogeny Group (PPG I), l’ordre des Lycopodiales comprend une seule famille, les Lycopodiacées, elle-même subdivisée en 3 sous-familles qui comprend 16 genres et près de 400 espèces dans le monde, poussant souvent à terre mais aussi en épiphytes dans les forêts tropicales.
Le cladogramme ci-dessous illustre l’organisation de l’ordre :
- Lycopodiopsida Bartl., 1830
  - Lycopodiales DC. ex Bercht. & J.Presl, 1820
    - Lycopodiaceae P.Beauv. & Mirb., 1802
      - (sous-famille) Lycopodielloideae W.H.Wagner & Beitel ex B.Øllg., 2015. Monophyletique (Field et al., 2016)
        - Lateristachys Type : Lateristachys lateralis (R.Br.) Holub (≡ Lycopodium laterale R.Br.). Monophyletique (Field et al., 2016) (4 spp.)
        - Lycopodiella Type : Lycopodiella inundata (L.) Holub (≡ Lycopodium inundatum L.). Monophyletique (Field et al., 2016) (15 spp.)
        - Palhinhaea Type : Palhinhaea cernua (L.) Vasc. & Franco (≡ Lycopodium cernuum L.). Monophyletique (Field et al., 2016) (25 spp.)
        - Pseudolycopodiella Type : Pseudolycopodiella caroliniana (L.) Holub (≡ Lycopodium carolinianum L.). Monophyletique (Field et al., 2016) (10 spp.)

      - (sous-famille) Lycopodioideae W.H.Wagner & Beitel ex B.Øllg., 2015. Monophyletique (Field et al., 2016)
        - Austrolycopodium Type : Austrolycopodium magellanicum (P.Beauv.) Holub (≡ Lepidotis magellanica P.Beauv.). Monophyletique (Field et al., 2016) (8 spp.)
        - Dendrolycopodium Type : Dendrolycopodium obscurum (L.) A.Haines (≡ Lycopodium obscurum L.). Monophyletique (Field et al., 2016) (4 spp.)
        - Diphasiastrum Type : Diphasiastrum complanatum (L.) Holub (≡ Lycopodium complanatum L.). Monophyletic (Field et al., 2016) (20 spp.)
        - Diphasium Type : Diphasium jussiaei (Desv.) Rothm. (≡ Lycopodium jussiaei Desv.). Monophyletique (Field et al., 2016) (5 spp.)
        - Lycopodiastrum Type : Lycopodiastrum casuarinoides (Printemps) Holub ex R.D.Dixit (≡ Lycopodium casuarinoides Printemps). Monotypique (Field et al., 2016) (1 spp.)
        - Lycopodium Type : Lycopodium clavatum L. Monophyletic (Field et al., 2016) (15 spp.)
        - Pseudodiphasium Type : Pseudodiphasium volubile (G.Forst.) Holub (≡ Lycopodium volubile G.Forst.). Monotypique (Field et al., 2016) (1 spp.)
        - Pseudolycopodium Type : Pseudolycopodium densum (Rothm.) Holub (≡ Lepidotis densa Rothm.). Monotypique (Field et al., 2016) (1 spp.)
        - Spinulum Type : Spinulum annotinum (L.) A.Haines (≡ Lycopodium annotinum L.). Monophyletique (Field et al., 2016) (3 spp.)

      - (sous-famille) Huperzioideae W.H.Wagner & Beitel ex B.Øllg., 2015. Monophyletique (Field et al., 2016)
        - Huperzia Type : Huperzia selago (L.) Bernh. ex Schrank & Mart. (≡ Lycopodium selago L.). Monophyletique (Field et al., 2016) (25 spp.)
        - Phlegmariurus Type : Phlegmariurus phlegmaria (L.) T.Sen & U.Sen (≡ Lycopodium phlegmaria L.). Monophyletique (Field et al., 2016) (250 spp.)
        - Phylloglossum Type : Phylloglossum drummondii Kunze. Monotypique (Field et al., 2016) (1 spp.)

### Description générale
Les Lycopodes sont des plantes vivaces toujours vertes. Le sporophyte d’un lycopode est constitué par une tige au moins en partie aérienne, le plus souvent ramifiée, abondamment garnie de petites feuilles assez coriaces. Les racines, dichotomiques (division en forme de « Y »), assurent la fixation de la plante dans le sol, ou dans l’humus accroché au tronc des arbres pour les nombreuses espèces épiphytes des forêts tropicales. Ces racines hébergent très généralement un champignon symbiote, les deux organismes formant une mycorhize favorisant, entre autres, la nutrition minérale des lycopodes dans les milieux souvent acides où ils poussent.
Les sporophylles (feuilles fertiles), sont le plus souvent groupées en strobiles à l’extrémité de rameaux plus ou moins différenciés. Chaque sporophylle porte, à son aisselle, un seul gros sporange. Ces sporanges, tous semblables, en forme de sac, sont généralement de couleur jaune soufre et libèrent un grand nombre de spores microscopiques, elles-mêmes semblables : on parle d'isosporie.

### Étymologie
Le mot Lycopode est basé sur le nom de genre Lycopodium qui a pour origine deux termes grecs lycos/lukos et podion, signifiant respectivement « loup » et « pied », en référence à l’aspect des rameaux courts de la tige de Lycopodium clavatum (le représentant du genre) évoquant une patte de loup.

## Usages
- Cosmétique : la poudre élaborée par les spores du lycopode a l'avantage d'absorber les molécules grasses, on l'utilise comme shampooing sec, pour calmer l'irritation des obèses, éviter la formation d'escarre : elle remplaçait autrefois la poudre de talc contre les rougeurs des fesses des bébés.
- Médicinal : la plante est diurétique, anti-rhumatismale. Elle lutte contre la constipation chronique, les crampes, et de nombreuses maladies du foie (cirrhose par exemple). Elle est citée dans le livre le plus connu de Maria Treben, La santé à la pharmacie du Bon Dieu[4].
- Magie : la poudre de lycopode est extrêmement inflammable. Utilisée pour produire des flammes en magie, elle émet une intense lumière et peut donner de grandes flammes selon le procédé d'utilisation.

## Emplacement
- On trouvera une belle station de Lycopodes au lieu-dit "La Hutte", dans la vallée de l'Ourche.